# Большое Мошинское
Большое Мошинское или Мошинское (устар. Большое Мошенское, Моше, Мошозеро) — озеро в Архангельской области (бассейн реки Онега). Относится к Двинско-Печорскому бассейновому округу. Находится на территории Мошинского сельского поселения Няндомского района.
Вытянуто с северо-запада на юго-восток. Площадь озера — 8,6 км². Площадь водосборного бассейна — 2000 км².
В озеро впадают реки Воезерка и Луптега. Из Мошинского озера вытекает река Моша. К западу от Мошинского находятся озёра Зеленовское, Заболотное, Макарово, к востоку — Матьзеро, Суегрское, к югу — Спасское. Крупнейшие острова: Манушкин, Осиновец.
Населённые пункты: Макаровская, Логиновская, Манушкин Остров, Ильинский Остров (Исаковская) и др. В XVI веке озеро входило в состав Каргопольского уезда. В 1894 году в Мошинском обществе Фатьяновской волости Каргопольского уезда Олонецкой губернии, располагавшемся на западном побережье Мошинского (Мошеского) озера, насчитывалось 52 поселения.
У южного берега Мошинского озера находится неолитическая стоянка Ильинский остров (вторая половина 3 тыс. до н. э.), слои которой относятся к памятникам типа Модлона и культуре Сперрингс. На стоянке в одиночном погребении густо засыпанном охрой выявлены два ритуальных клада с артефактами (наконечники стрел (один в области поясницы, четыре — в ногах), наконечник дротика возле зубных коронок). Поверх охры в головах были найдены две стопки орудий — в одной десять наконечников стрел и фрагменты трёх кинжалов, в другой — шесть наконечников стрел. Это свидетельствует о сложном погребальном обряде, существовавшем у энеолитического населения стоянки.